# Pharmacien-biologiste
En Europe (France, Belgique, Portugal, Espagne, Pays-Bas…), en Afrique, et dans certains pays d'Asie, un pharmacien-biologiste est un pharmacien  spécialisé en biologie médicale, donc un professionnel de santé, qui supervise et/ou réalise les analyses et en interprète les résultats :
- sur des prélèvements biologiques de différents types : sang, urines, selles, liquides de ponction, etc.
- à la recherche de différents éléments normaux ou pathologiques : hématologie, bactériologie, virologie, biochimie clinique, hygiène…
- dans différentes conditions : urgences (détermination du groupe sanguin d'un polytraumatisé par exemple), suivi de maladie chronique (comme le diabète)…
- auprès des médecins et des patients.

On les appelle aussi biologistes, biologistes médicaux ou encore biologistes cliniciens avec les médecins spécialisés dans la même discipline.

## Pharmaciens-biologistes en Belgique
- Jusqu'en 1983, chaque université organisait à sa manière une formation post-universitaire (ce qui s'appelait alors licence spéciale en pharmacie, section analyses médicales). Même la durée de cette formation variait selon les universités (au milieu des années 1970, de un an et demi à l'université de Gand à trois ans à l'université de Louvain). Le diplôme était ce que l'on appelait un "grade scientifique" (par opposition à "grade légal", diplôme ayant une valeur officielle). Après ces études, le futur pharmacien-biologiste devait demander à la "commission d'agréation" (dépendant de l'inspection de la pharmacie) le droit d'exercer.
- En 1983, une nouvelle législation a organisé ces études qui sont depuis lors de cinq ans dans toutes les universités. Les premiers pharmaciens-biologistes de cette nouvelle génération sont sortis en 1988 après avoir fait cinq ans de pharmacie et cinq de spécialisation.

Contrairement à la France, une poignée de pharmaciens-biologistes se sont fait reconnaître pour les analyses en anatomopathologie.

### Association professionnelle
- L'ABPB (association professionnelle des pharmaciens-biologistes) est une organisation professionnelle qui défend les intérêts de la profession, entre autres vis-à-vis de ceux des médecins-biologistes et d'un groupe minuscule de praticiens détenteur d'un diplôme de sciences[1]. Elle collabore étroitement avec l'APDILA (France).

## Pharmaciens-biologistes en France
Les pharmaciens-biologistes sont, comme leur nom l'indique, pharmaciens de formation, se spécialisant en biologie médicale de par leur internat. 75 % des biologistes médicaux sont pharmaciens, les 25 % restants sont des médecins-biologistes.
L'examen de prélèvement de tissus (anatomopathologie) est une profession distincte, uniquement accessible aux médecins (contrairement à la Belgique où une poignée de pharmaciens-biologistes ont suivi une formation en anatomo-pathologie et sont agréés en tant que tels).
La biologie médicale s'exerce soit en milieu hospitalier soit en exercice libéral : laboratoire d'analyses médicales.
Le praticien hygiéniste peut également être un pharmacien-biologiste titulaire d'un DU d'hygiène, et être à la tête d'un laboratoire d'hygiène, dans lequel travaille un technicien biohygiéniste, et d'une Équipe Opérationnelle d'Hygiène (E.O.H.).

### Organismes professionnels
- le SDB est le principal syndicat des directeurs de laboratoire, qu'ils soient médecins ou pharmaciens.
- le SJBM est un syndicat représentant tous les jeunes biologistes médicaux (pharmaciens et médecins), qu'ils soient salariés ou directeurs de laboratoire, hospitaliers ou libéraux.

## Pharmaciens-biologistes dans le monde
La biologie médicale ou médecine de laboratoire est une discipline exercée essentiellement par des médecins et les pharmaciens. Tous les pays n'ont pas de pharmaciens-biologistes pour l'exécution et l'interprétation des analyses.